# Tramitichromis
Tramitichromis è un piccolo genere di ciclidi haplochromini endemico del Lago Malawi.

## Specie
Vi sono attualmente cinque specie riconosciute in questo genere:
- Tramitichromis brevis (Boulenger, 1908)
- Tramitichromis intermedius (Trewavas, 1935)
- Tramitichromis lituris (Trewavas, 1931)
- Tramitichromis trilineatus (Trewavas, 1931)
- Tramitichromis variabilis (Trewavas, 1931)